# Ifrita kowaldi
Ifrita kowaldi là một loài chim nhỏ ăn sâu bọ, đặc hữu các rừng mưa miền núi New Guinea. Nó là loài duy nhất của chi Ifrita.
Theo truyền thống, nó từng được xếp trong các họ như Bowdleriidae, Timaliidae, Orthonychidae, Eupetidae, Cinclosomatidae, Monarchidae. Các kết quả nghiên cứu gần đay cho thấy nó có quan hệ họ hàng gần với Monarchidae nên có thể xếp trong họ này hoặc tách riêng thành họ đơn loài có danh pháp Ifritidae do sự phân chia giữa chúng là khá dài (~`23 triệu năm trước).
Loài chim này dài tới 16,5 cm và có bộ lông màu nâu ánh vàng với chỏm đầu màu xanh lam và đen. Chim trống có sọc trắng phía sau mắt, trong khi sọc của chim mái là màu vàng xỉn. Nó leo trèo trên thân và cành cây để bắt sâu bọ.
Loài chim kỳ dị này là một trong số ít các loài chim có độc, các loài còn lại thuộc về các chi Pitohui (hiện tại tách ra thành các chi Pitohui s.s., Ornorectes, Pseudorectes, Melanorectes) cũng từ New Guinea cũng như Colluricincla. Giống như Pitohui, nó tiết batrachotoxin vào da và lông của nó, gây ra chứng dị cam cho những ai tiếp xúc với con chim này. Độc tố thu được từ một bộ phận trong thức ăn của nó, đặc biệt là từ các loài bọ cánh cứng Choresine.